# Household Division

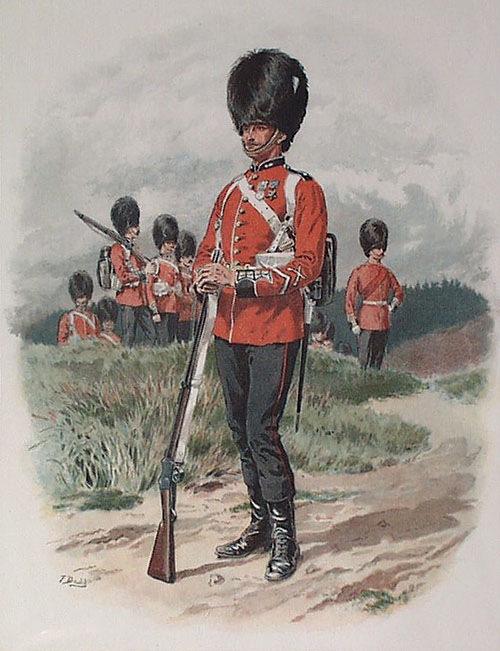
Grenadier Guard, 1889

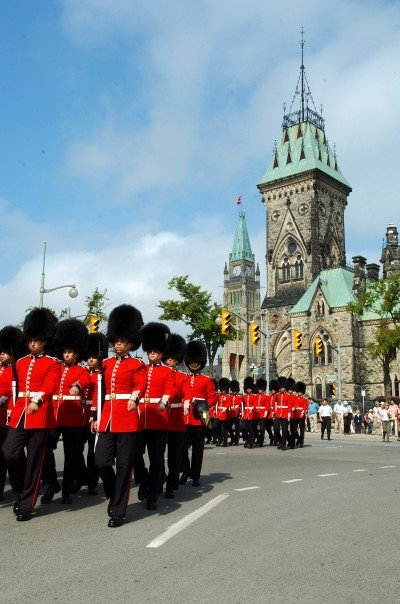
Membros da Household Division do Canadá

A Household Division é uma unidade militar de elite do Reino Unido e da Commonwealth britânica.
Cartão-postal vivo da capital britânica, diariamente, às 11:30h, realiza-se a troca da guarda diante do Palácio de Buckingham, cerimônia acompanhada pela banda do regimento e pelos olhares curiosos de centenas de turistas. Além do Palácio, a Guarda Real presta serviços à Torre de Londres (os famosos "Beefeaters"), ao Banco da Inglaterra, ao Castelo de Windsor e ao Whitehall, seu Quartel-General, em Londres.
Mais do que uma tropa de gala, esses homens integram uma força de elite, em combate há mais de três séculos por todo o globo - a "Household Division", integrada por dois regimentos de cavalaria ("Household Cavalry") e cinco de infantaria ("Foot Guards"). O seu lema é "Septem juncta in uno" (Sete juntos em um).
Ambos os regimentos montados têm origem no século XVII, nos tempos difíceis da época da Restauração, sob o reinado de Carlos II de Inglaterra:
- o "Life Guards" e
- o "Blues and Royals"

As "Foot Guards" constituem-se em unidades de elite de infantaria, divididas em:
- Grenadier Guards (identificação: pena branca vestida na esquerda do chapéu; botões de túnica separados)
  - 1st Battalion, Grenadier Guards
  - Nijmegen Company, Grenadier Guards
- Coldstream Guards (identificação: pena vermelha vestida na direita do chapéu; botões de túnica em pares)
  - 1st. Battalion, Coldstream Guards
  - Nr. 7 Company, Coldstream Guards
- Scots Guards (identificação: não pena em chapéu; botões de túnica em grupos de três)
  - 1st. Battalion, Scots Guards
  - F Company, Scots Guards
- Irish Guards (identificação: pena azul vestida na direita do chapéu; botões de túnica em grupos de quatro)
  - 1st. Battalion, Irish Guards
- Welsh Guards (identificação: pena branca e verde vestida na esquerda do chapéu; botões de túnica em grupos de cinco)
  - 1st. Battalion, Welsh Guards

O comando da "Household Division" é nominalmente atribuido à rainha Isabel II do Reino Unido, que possui a patente de coronel-chefe. Na prática, quem a comanda é um Major-General, normalmente egresso da própria "Household Division", e que geralmente também é o comandante de todo o distrito militar londrino.
Tropas de elite e não meros "toy-soldiers", durante todas as guerras de que participaram, por todos os continentes nestes três séculos, a elas se aplicam as palavras que a seu respeito escreveu o duque de Wellington, seu comandante na Espanha, à epoca da Guerra Peninsular:
"Cumpriram todas as missões. E de maneira exemplar."